# Sinodina
Sinodina (Liang & Cai, 1999) — рід прісноводних креветок родини Atyidae, що складається з 12 видів. Природним ареалом креветок Sinodina є високогірні (2-3 тис. метрів над рівнем моря) озера та гірські струмки південного Китаю (здебільшого у провінції Юньнань, хоча інколи зустрічаються і у межуючих з нею провінціях Сичуань та Ґуйчжоу). Назва роду походить від латинського найменування Китаю — «Sino», з додаванням як другої частини останніх чотирьох літер назви роду Caridina. Особини цього роду мають добре розвинені очі, невелику антенулярну ніжку та гострі антенальні шипи. Яйця представників Sinodina мають розміри в межах 0.72-0.87 x 1.13-1.27 мм. Найбільш подібними серед інших родів є креветки Caridina та Neocaridina, проте вони відрізняються структурою зябрів, кількістю шипів на проподусах та деякими іншими особливостями будови.

## Види
- Sinodina acutipoda Liang, 1989
- Sinodina angulata Liang, 2002
- Sinodina ashima Jiang, Zhou, Wang, W. Chen & H. Chen, 2023
- Sinodina banna Cai & Dai, 1999
- Sinodina bispinosa Liang, 1990
- Sinodina dianica Liang & Cai, 1999
- Sinodina gregoriana Kemp, 1923
- Sinodina heterodactyla Liang & Yan, 1985
- Sinodina leptopropoda Liang, 1990
- Sinodina lijiang Liang & Cai, 1999
- Sinodina wangtai Liang & Cai, 1999
- Sinodina yongshengica Chen & Liang, 2002
- Sinodina yui Liang & Yan, 1985